# 郭书博
郭书博（1980年7月23日—），艺名五百，吉林长春人，中国电影、电视剧导演、编剧、制片人。

## 简历
吉林艺术学院毕业，代表作品有电视剧《在劫难逃》、《扫黑风暴》、《盛装》等。

## 作品

### 电视剧/网络剧
- 《心理罪》（2015）
- 《古董局中局》（2017）
- 《白色月光》
- 《在劫难逃》（爱奇艺）（2020）
- 《扫黑风暴》（腾讯视频）（2021）
- 《盛装》（优酷）（2022）